# Sint-Alfonsius de Liguorikerk

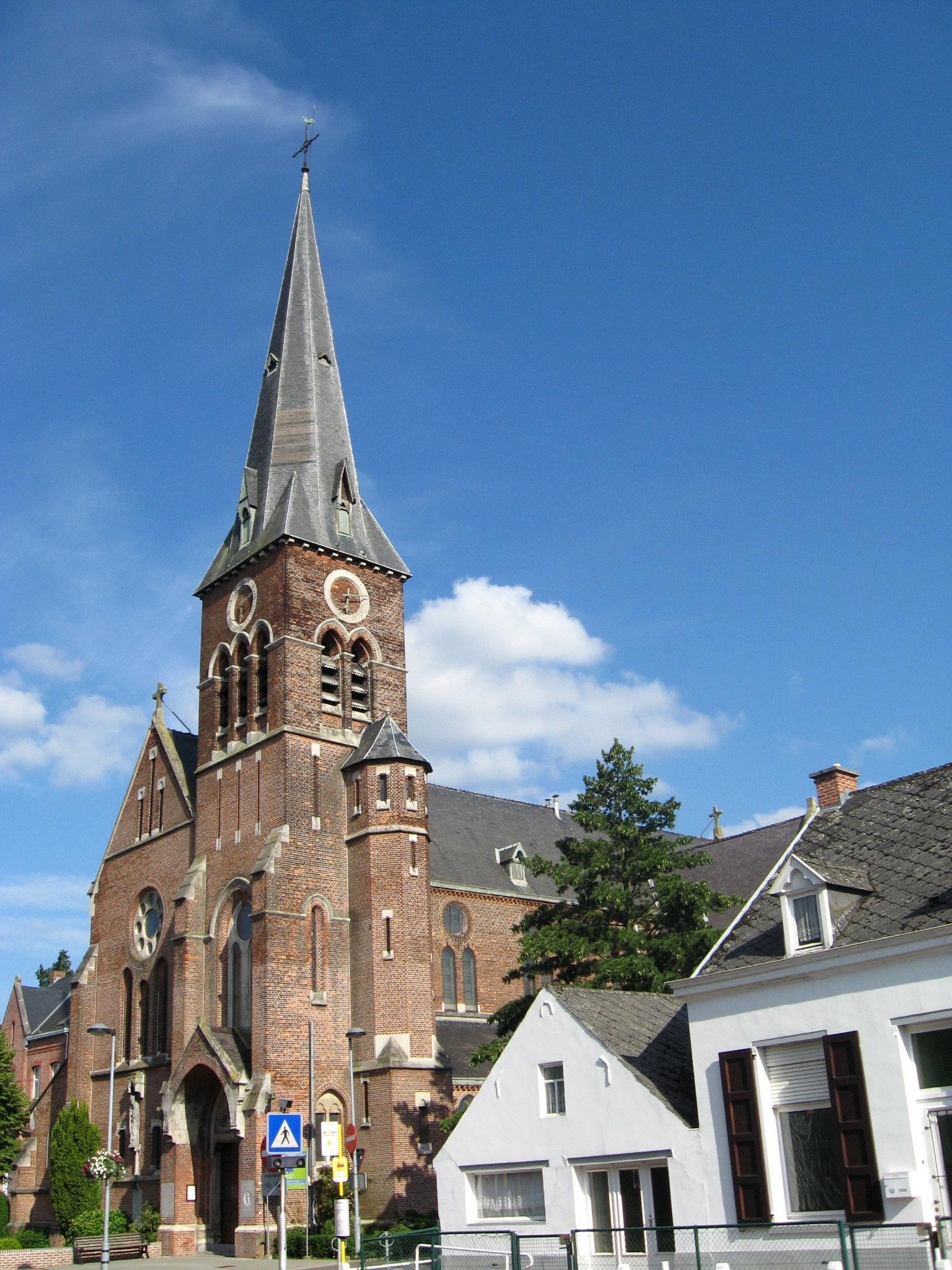
Sint-Alfonsiuskerk

De Sint-Alfonsius de Liguorikerk is de parochiekerk van de tot de Antwerpse gemeente Heist-op-den-Berg behorende plaats Heist-Goor, gelegen aan de Pastoor Mellaertsstraat 5.

## Geschiedenis
In 1873 werd te Heist-Goor een parochie opgericht. Er werd een voorlopige kerk gebouwd. In 1877-1879 bouwde men de definitieve kerk, naar ontwerp van Leonard Blomme. De gebruikte baksteen was afkomstig uit de plaatselijke steenfabriek te Kwade Plas. Het kerkmeubilair werd grotendeels geschonken door barones Eulalie de Terwagne, toenmalig bewoonster van het Kasteel Ten Bos.
In 1951-1952 werd een nieuw hoogkoor en nieuwe zijkoren gebouwd. Ook werden de zijbeuken vergroot.

## Gebouw
Het betreft een, naar het zuiden georiënteerde, driebeukige kruisbasiliek in sobere neogotische stijl met een rechts van de voorgevel aangebouwde vierkante toren.
Kunstwerken en kerkmeubilair zijn voornamelijk uit het 4e kwart van de 19e eeuw.